# Esther Hart
Esther Hart, nacida Katinka Hartkamp, (Epe, Güeldres, 3 de junio de 1970) es una cantante holandesa conocida por su participación en el Festival de la Canción de Eurovisión 2003.

## Festival de Eurovisión
En 2003 participó en el concurso de la BBC Eurovision: Your Country Needs You con la canción "Wait for moment" para ser elegida representante del Reino Unido en el Festival de Eurovisión. Como también competía en la selección que se realizaba en los Países Bajos, cosa que causaba incompatibilidad entre la BBC y la cadena holandesa NOS, optó por participar en la selección que se realizó en los Países Bajos cuando llegó a las semifinales holandesas.
La preselección holandesa se realizó el 1 de marzo de 2003 en Rótterdam, donde consiguió ser la vencedora. Su canción, One more night consiguió la 13.ª posición en el Festival de la Canción de Eurovisión 2003 celebrado en Riga, Letonia, el 24 de mayo. También fue la responsable de comunicar los votos holandeses en el Festival de la Canción de Eurovisión 2008.